# 佩尔迪格拉
佩尔迪格拉，是西班牙阿拉贡自治区萨拉戈萨省的一个市镇。 总面积110平方公里，总人口519人（2001年），人口密度5人/平方公里。